# Грађанско право у средњовековној Србији
Када се српски народ доселио на Балкан у VII веку, грађанско право је своје изворе црпело из старих словенских обичаја. Доношењем Душановог законика 1349. године, поред прописа којима је уређивао положај српске цркве и властеле, Законик је садржао и грађанскоправне прописе.
Грађанскоправна способност је зависила од сталешке припадности субјекта (право својине). Земљишна својина је била основа друштвеног и државног живота у средњем веку. Облигационо право није било развијено, због натуралног карактера привреде. Најзаступљенији уговори су: уговор о поклону, уговор о купопродаји, размена, зајам, закуп и остава. Жичка повеља доноси прве српске прописе у области брачног права. Породична задруга је представљала проширену породицу у којој су заједно живели чланови две или више биолошких породица. У средњовековној Србији било је заступљено тестаментално и интестатско (законско) наслеђивање.

## Положај лица у правном поретку
Средњовековно право није било упознато са дефиницијама правне и пословне способности, али се о тим установама у стварном животу веома водило рачуна.
У грађанском праву у средњовековној Србији припадници повлашћеног и неповлашћеног сталежа имали су пословну способност. Сва пунолетна лица су се сматрала пословно способнима без обзира на њихову верску припадност и пол. Пунолетна лица су се одређивала према зрелости лица за брачни живот. Претпоставља се да су отроци као припадници најнижег слоја, поред правне, имали и пословну способност. У средњовековној Србији правну способност су уживале цркве и манастири.‍:стр.47–48

## Стварно право
Право својине је представљало најважнију установу стварног права. Постојало је на покретним и непокретним стварима. Владару је припадало врховно право својине над земљом. Према томе, он је додељивао земљишне поседе властели, црквама и манастирима.
Господари властелинства су били ослобођени обавеза према држави. У економском смислу ти поседи су били ослобођени материјалних давања у корист државе. У административном смислу, послове државне управе обављао је господар властелинства, искључујући владареве управне органе. Судски имунитет је давао право господару властелинства да суди људима на том властелинству за већину предмета.
Право својине на земљи која се наслеђивала била је баштина, она се означавала као очинско наслеђе. Баштиници су били племићи, односно властела, који су добијали баштину. Владар је могао купити или заменити само уз сагласност баштиника према одредбама из Душановог законика, тако да је била заштићена од самовоље владара и могла се одузети само у случају издаје владара.
Земљишна својина се испољавала у два основна облика:
- слободна баштина (припадала повлашћеном сталежу)
- потчињена баштина (припадала неповлашћеном становништву)

Основна разлика између њих била је у врсти терета и ограничења која проистичу из права других. Слободна баштина била је оптерећена војном службом и плаћањем соћа, док је потчињена баштина била оптерећена данцима и работама у корист господара земље.‍:стр. 598–608
Војничко добро које је владар додељивао неком властелину уз обавезу вршења војне службе, без права наслеђивања и слободног располагања била је пронија. Појавила се у Византији у IX веку, када је на власт дошло војно племство. Пронија се, први пут у српским изворима помиње око 1300. години, у повељи краља Милутина Манастиру Св. Ђорђа код Скопља. О њеном значају сведочи и чињеница да о пронији говоре директно и два члана Душановог законика. За разлику од Византије, у Србији је било пронијара који су војну службу дуговали црквама и манастирима, а не владару.‍:стр. 48–50

### Садржина права својине
По својој садржини право својине обухвата право државине, право уживања и право располагања.‍:стр. 608–622
У историјским и правним изворима државину примећујемо кроз термине држати или имати. Као пример за то је даровна повеља цара Стефана Уроша митрополиту Крилу из 1356. године.
Уживање својине састоји се у употреби и искоришћавању ствари према увиђавности сопственика. Средњовековни правни споменици не пружају довољно материјала, из којег би се могло видети, како се одређивало уживање својине.‍:стр. 608–622 Једино је сигурно да су баштином слободно располагали власници, а да је црква на свом земљишту имала право да сама гради или право да након дозволе митрополита то право уступи другоме.
Располагање својином је било уређено највишим државним актом, Душановим закоником. Оно је било могуће продајом, поклоном и заменом. Приватна својина је тумачена као колективна и била је ограничена правом сродника.
Постојало је и даривање, које је било важно и за отуђење и за заснивање својине. Битна одлика код даривања у средњовековној Србији јесте да приватно и јавно право нису јасно одвојени. Била су заступљена два главна облика даривања: даривање владара племству за верну службу и даривање владара и властеле цркви. Најчешћи и најважнији вид даривања било је ктиторско.

### Прибављање и престанак својине
Начин на који се својина могла прибавити били су оригинарни и деривативни. Као оригинарни начин прибављања својине долазе: ратни плен, налазак, заузимање или окупација, прираштај, одржај.
Да је ратни плен био начин прибављања својине, сведочи одредба из Душановог законика, која предвиђа продају плена као законити и пуноважни посао. О нађеној ствари такође сведочи Душанов законик. Што се тиче непокретног имања, за њега је као оригинарни начин прибављања својине важило заузимање или окупација. Оригинарно заузимање земље вршило се у старо време путем крчења шуме на незаузетим местима. У средњовековним споменицима нема глагола крчити, него су се користили глаголи требити, растребити, некад растежити, и именица лаз за означавање крчевине. Највише слободног простора било је у планинама, а према праву врховне својине, све незаузете планине су припадале владару. У стварности њих су слободно користили номадски сточари.
На прибављање својине прираштајем наилази се у средњовековним српским правним споменицима само поводом земљишних плодова да припадају господару земље. Чак и у случајевима када је неко други на његовој земљи сејао или садио, који се претходно о томе није договорио са власником земље. Одржај је начин стицања својине на основу државине која има одређена својства и трајање. О прибављању својине одржајем није се у споменицима сачувало никаквих одредаба, али се претпостаља да је постојала на основу података о установи застарелости.
Код деривативног начина, радило се о правним пословима уговорима и о наслеђивању. Према сведочењу средњовековних српских правних споменика својина је престајала, кад је имање стицајем околности постало запуштено, конфискацијом, отуђењем ствари, напуштањем ствари, узурпацијом и пропашћу ствари.‍:стр. 48–50‍:стр. 622–635

### Стварна права на туђој ствари
Од стварних права на туђој ствари у средњовековним српским споменицима наилазимо на: ужитак, стварне службености и залогу.
Посебну врсту ужитка је представљала пронија, као специјални облик земљишног поседа властеле поред баштине. Постојало је и ужитка са чистом приватноправном природом, познат је и ужитак приватних лица на црквеним имањима. Ктитору манастира или цркве је по закону припадало право ужитка на одређеној парцели земље и право становања.
Од стварних службености, биле су познате следеће пољске службености: водовод, сечење дрва, појење стоке, прелаз и пашу.
Средњовековни правни споменици о залози пружају неколико веома кратких појединачних правних података. Може се констатовати да је залога била у употреби и да су се у њеној примени испољавале неке негативне појаве, против којих се законодавац борио.‍:стр. 48–50‍:стр. 635–641

## Облигационо право
У средњовековној Србији најзаступљенији облигациони уговори су поклон, размена, купопродаја, остава и залога.
- Поклони су били најчешћи облигациони уговор у средњовековној Србији. Давали су се у писменом облику. Представљали су преношење права својине поклонодавца у корист поклонопримца и по правилу је био неопозив. Учињен поклон је перфектан и због тога се не може опозвати. Изузетак је случај неблагодарности поклонопримца. Касније је прописано опозивање поклона који је учињен од малолетног или безумног. Овај принцип је прихваћен из византијског права. Поклоне су владари додељивали црквама и манастирима и властели и они су се записивали у владарским повељима. Приватна лица су такође даривала цркве и манастире, и за то је коришћен грчки израз „харисати“. Ираз „дар“ се одомаћио за време цара Душана.
- Размена је један од најстаријих облигационих уговора. То је уговор којим се сваки уговарач обавезује свом сауговорачу да преда ствар на којој он стиче право својине. Неколико извора из XIV века потврђује размену између земљопоседника. У повељама се наглашава да је размена била добровољна и праведна јер су управо то услови за размену. Владарев поданик, особа са којом владар врши размену,  не сме бити ни у ком смислу оштећен разменом и владар не сме вршити никакав притисак над њим.

Како би владар територијално заокружио обдарено имање, јавља се један посебан облик у коме је приликом даривања црква и манастира, размењивао своја имања са имањима својих поданика. Тај случај је више припадао области јавног права. Са развојем робноновчаних односа, размена губи на значају.
Предмет и цена
Најбитнији елементи купопродајног уговора били су предмет, цена и њена исплата. Развојем робноновчане привреде купопродаја је све више добијала на значају. Предмет купопродаје су била непокретна и покретна добра. Посредством византијских одредаба о праву прече куповине настаје ново српскословенско схватање о породичним и сеоским односима. Често се помињала купљеница, као назив за непокретно имање прибављено куповином.
Владари су куповали непокретности и поклањали их црквама и манастирима, ови случајеви су се бележили у повељама. Владари су гарантовали слободу трговине, у спољним односима она је гарантована у уговорима, а у унутрашњим односима у повељама. Купопродаја се одвијала и између приватних лица.
Капара ја предвиђена као одустаница: ако је купац крив за раскид уговора о купопродаји он губи дату капару, у случају да је продавац крив за раскид уговора, он плаћа износ од две капаре. Ово је познато правило које је вековима важило као обичајно правно правило код Срба и других јужних Словена.
Сачувана су само два купопродајна уговора из српског средњег века: Призренска тапија која је настала средином XIV века. Према садржају се види да је писана по византијском узору. Из овог извора се може закључити да су продавци својом баштином гарантовали и обезбеђивали купцу уживање купљеног добра.
Нову снагу у српскословенским схватањима о породичним и сеоским односима добиле су византијске одредбе о праву прече куповине. Овим је настао правни обичај који је живео вековима и који је касније кодификован у Српском грађанском законику из 1844. године.
Сачуван је и уговор из прве половине XV века, којим је Радослава, жена Радоње Мирковића, продала манастиру Св. Павла кућу у граду Трепчи. Промет покретних добара се обављао на трговима.
Остава
Остава је била често практикован уговор, где су богати појединци у ратним временима, новац и друге драгоцености поверавали некоме другом на чување. У српским изворима остава се назива и поклад или постава, или на латинском depositum, а у законику Константина и Јустинијана из XVII овај уговор се назива турском речју „аманет”.
Српски и босански владари су своје драгоцености често остављали у Дубровнику. У Душановом законику се помиње случај невољне оставе (despositum de iure) где је била прописана одговорност гостионичара за ствари које би му предао путник.
Зајам и залога
У српским изворима други назив за залогу је заклад. Развојем робноновчане привреде зајам и залога добијају на значају. Уговором о зајму, зајмопримац је добијао новац или неку замењиву ствар уз обавезу да врати исту количину исте врсте ствари после одређеног времена и да плати камату зајмодавцу. Као средство обезбеђења, зајмопримац је давао залогу зајмодавцу. Залог се продавао на јавном месту, уколико зајмопримац не измири уговорену обавезу у року.
Срби, првенствено српски племићи, су узимали зајмове од Дубровчана и заузврат давали залоге. То су могле бити и покретне и непокретне ствари, као на пример куће, земља, скупоцености, виногради итд.
У Душановом законику залога се помиње у члану 90: „залоге, где се нађу, да се откупљују”. Ово је једини помен залоге у Душановом  законику, али је од велике важности јер сведочи намеру законодавца да омогући дужницима откуп  залоге чак и ако она пређе у треће руке.
.‍:стр. 51–53

## Брачно право

### Световни извори у којим постоје одредбе о брачном праву
Установа брака је у средњовековној Србији још почетком XIII века дошла под окриље цркве, а брак је потпао под норме црквеног права, које не спадају у српско средњовековно право. Ове чињенице не значе да брак није био регуласан и одређеним световним нормама, које су углавном помагале да се црквена норма спроведе у живот.
У Законоправилу су била прописана основна правила за склапање брака (која важе и данас), а то су првенствено:
- полна зрелост за брак
- забрана склапања брака у оквиру сродничке групе (сродничка егзогамија)
- склапање брака у оквиру верске групе (верска ендогамија)
- место и време склапања брака (у цркви, после литургије)
- забрана склапања брака за време четири велика поста и средом и петком.[2]‍:стр. 54

Поред Законоправила, и Жичка повеља из 1220. године уређивала је одређене аспекте брачног права, конкретно брачне сметње и развод.
Брачна сметња која се издвојила у повељи била је о забрани брака са свастиком за коју је предвиђена и казна (повлашћен сталеж је плаћао два вола, а себар једног). Из многих случајева сродства по тазбини законодавац се зауставио само на једном и то на свастици односно на недозвољеном браку са њом. To не значи да је он игнорисао све остале случајеве, него да је истакао онај, који се најчешће дешавао и против којег се због тога требало нарочито борити. Ова, данас поприлично чудна забрана, је у то време имала смисла, јер је брак са свастиком био прихватљив па чак и пожељан међу људима, што се очигледно желело искоренити.‍:стр. 438
Разводу брака је посвеђен велики број одредаба. Начелно гледано, брак је био нераскидив, али у пракси развод је био могућ под одређеним условима који су предвиђени и у складу са законом, према тачно одређеном поступку и од надлежне власти. Самовољно раскидање брака је било забрањено. Занимљива чињеница коју из Жичке повеље сазнајемо, јесте та да се различито гледало ко је крив за раскид (мушкарац или жена). Уколико би мушкарац био крив, таква радња не би наилазила на оштру осуду, док је женино напуштање мушкарца схватано као одређена врста 'лудила'. Поред те разлике, постојала је и разлика у кажњавању лица које би напустило свог партнера. У случају да су имале своју засебну имовину, жене су кажњаване глобом, док уколико не би имала имовину, кажњавана је и телесном казном (по вољи мужа, а потом је муж 'одређивао њену даљу судбину' одлучивајући да ли ће и даље жена живети са њим или не, што је жену без сопствене имовине стављало у врло завистан положај). Муж је такође кажњаван глобом, и притом је морао жену вратити кући, али и упркос томе, његова казна је често била неодређена, па чак и блага, што нам говори да је појава остављања жене од стране мужа била уобичајена и честа у тадашњој Србији. Ваља рећи да развод вероватно није био могућ свим слојевима становништва, јер према забележеним случајевима разводи су се улгавном дешавали међу властелом и у владарским породицама.‍:стр. 54
Душанов законик је још један световни извор који је уређивао првенствено брак између православаца и католика и црквено венчање. У њему је прописано црквено венчање као обавезан вид склапања брака (јер је тешко хватало корене код Срба). Брачни пар је венчавао надлежни парохијски свештеник који је и гарантовао канонску исправност брака (да међу венчанима није било брачних сметњи), јер је познавао људе у парохији.
Поред обавезности црквеног венчања, Душанов законик је регулисао и питање брака између православних и католика, где је дозволио такав вид брака само уколико је мушкарац католик, а жена православне вере, и то под условом да мушкарац мора прећи у православље како би брак био валидан (уколико то не уради, брак се аутоматски раскида протеривајући католика). Брак са женом католикињом није био дозвољен.

### Правни положај жене у браку
Душанов законик даје одређене податке који говоре да правни положај жене у средњовековној Србији није био лош. Према законику, властелинка је могла ослободити отрока, што значи да је имала право располагања тим делом 'имовине'. У законику јасно пише да је жена могла бити позвана на суд као странка у поступку, што значи да је могла и располагати сопственом засебном имовином или породичним имањем и тим поводом наступити на суду. Овде се види да је жена као правни субјект имала и правну и пословну способност, једнако као и мушкарци.
Када би упоредили положај мушкарца и жене у браку и породици уопште, њихов положај је далеко од једнаког. Ово је разумљиво,обзиром да знамо да је у средњовековној Србији правило било да је муж глава породице, самосталан ратник или радник, који је лично издржавао укућане па самим тим био и глава породице. Он је био тај који је жену доводио у своју кућу и било је нормално и сасвим логично да жена у таквој ситуацији буде у потчињеном положају. По казнама које су следиле жени која би самовољно напустила мужа можемо јасно уочити подређени положај. Оне су поред плаћања казне, биле и телесно кажњаване шибањем (и то онолико пута колико је муж желео), а касније су чак могле бити и продаване уколико би то била жеља мужа. Ниједна слична казна никада није била предвиђена за мушкарца. „Патријархални хришћански морал средњег века више је осуђивао преступе полног морала од стране жене него од стране мушкарца, а повезивање полних преступа уопште са одређеном врстом лудила може се наћи
и у католичким и у православним друштвима средњег века.”
У изворима се помиње и имовина коју је жена приносила мужу приликом удаје. Ова останова се зове мираз, а у то време је означавана грчком речју прикија или словенском тастнина. Мужеви су над миразним додбрима имали право плодоуживања, али не и право својине. Након мужевљеве смрти, мираз (прикија) се враћала жени.‍:стр. 581–582

## Породично право
У средњовековној Србији постојала су два облика породице: проста породица (инокосна) и проширена породица (кућа, задруга).

### Породична задруга
Породична задруга (у средњовековним изворима се користио назив 'кућа'), постојала је код многих индоевропских народа и углавном је била карактеристична за почетак друштвеног развоја. Породична задруга у Србији се могла схватити као заједница више инокосних породица. Подразумевала је заједнички живот више генерација, по правилу повезаних блиским крвородничким везама. Најчешће се ширила (настајала) тако што је у једној кући остало да живи више генерација или тако што су браћа са породицама настављала да живе у заједничкој кући. Занимљива чињеница јесте да се сличан вид задруге одржао код нас чак и до средине XX века.
Задруга је представљала заједницу живота оних који су живели заједно. Осим заједничког живота у истој кући, задругари су делили храну и имање, тј. заједно су учествовали у пословима по принципу поделе рада. Она је била и заједница имања јер је назив 'кућа' означавао целокупно имање, а не само кућу у којој су боравили.‍:стр. 56
Као што је већ поменуто, задруга је била заснована на колективној својини из чега је проилазило и колективно право располагања задружном имовином. Поред те, колективне, постојала је и приватна својина. Када причамо о индивидуалној својини углавном се мисли на одећу,накит,постељину и друге личне (приватне) ствари задругара.
Иако је у задрузи постојала 'глава породице' (углавном најстарији брат или отац) који се сматрао старешином ('господаром куће'), и остали задругари су играли одређену улогу и били релевантни у задрузи. То се види одатле, што је на суду могао заступати задругу и редовни задругар. Још један занимљив податак јесте да се задруга као појава појављивала ( поред неповлашћеног, себарског сталежа) и код повлашћеног сталежа, али доста ређе јер иако су постојале јаке породичне везе у оквиру властелинског рода, они нису имали потребу да живе у једној кући, јер није постојала заједничка производња.‍:стр. 458
Поред задруге, постојала је проста породица коју су, као и данас, чинили родитељи са децом. Овај тип породице је био чешћи код повлашћеног сталежа јер су они имали средстава да такву породицу одрже у животу, али неретко се појављивала и код себарског сталежа.
На структуру породице, поред друштвених околности и обичаја, утицала је и државна власт и господар властелинства, са циљем што профитабилнијег убирања дажбина и работа. Те две 'обавезе' коју је породица морала испунити распоређиване су према огњишту односно глави способној за рад. Сасвим логично је било да је интерес господара и власти био да има што више оваквих огњишта како би сразмерно томе било што више работника и пореза. Због ове ситуације, постојали су прописи који су налагали поделу проширених породица баш због што већих прихода господару. Овде је постојао један проблем. Господар није смео да дозволи да породица буде превише 'слаба' (мала), јер не бе успела да поднесе све терете, те су постојали и прописи који су упућивали на удруживање простих породица у једну сложену која ће лакше функционисати.‍:стр. 56

## Наследно право
Одредбе о наследном праву у средњовековној Србији првенствено су садржане у Законоправилу, Скраћеној синтагми и Душановом законику, као и самом обичајном праву. Сама наследност властелинских баштина (али и меропашких баштина) је била стара институција, што можемо видети по тадашњим повељама, као и да сама реч баштина (очевина) говори о њеној наследности.‍:стр. 56–57
У средњовековној Србији су постојала два типа наслеђивања: законско наслеђивање и тестаментално наслеђивање.

### Законско наслеђивање у средњовековној Србији
Законско наслеђивање представаља стицање права на наследни део на основу самог закона (прописа), а не на основу личне жеље оставиоца (односно воље изражене у тестаменту).
Законско наслеђивање је првенствено помињано у Душановом законику где је прописано да властелина наслеђују деца . Дуго је било спекулација око тога да ли се под децом подразумевају само синови (што је било донекле и логично), али сам законик подразумева и синове и ћерке као прве законите наследнике. Уколико оставилац није имао деце, или су она умрла пре оставиоца, баштина се сматрала пустом све док се не нађе други законити наследник. Унучад су била та која би прва преузела наследни део уколико деце оставиоца не би било, а уколико нема унучади, наследни део се наслеђује у побочним линија до осмог степена сродства, а у случају да оставилац није имао сроднике до осмог степена сродства, таква заоставштина би се називала 'одумртна' и припала би владару.‍:стр. 513–515
Давање наслеђа побочним сродницима је заправо била новина у средњовековној Србији, уведена вероватно тек у Душановом законику (или мало раније), док постоје извори да уколико оставилац нема природних наследника (деце и унучади), целокупан наследни део би наследио владар. У 48. члану Душановог законика стоји још једна занимљива одредба, а она гласи да се по смрти властелина 'коњ добри о оружје да се даје цару, а свита велика бисерна и злати појас да има син му и да му цар не узме'. Ова одредба је имала смисла, јер је предаја ратног коња и оружја владару симболизовала успомену на време када је предак владара коме су ствари дате лично дао племство претку умрлог властелина.

#### Законско наслеђивање себарске баштине
Себри, иако неповлашћен сталеж, имали су своју баштину и могли су је наслеђивати, о чему сведочи и Светостефанска повеља (1313-1318). Из ове Повеље се јасно може утврдити да се меропашка баштина наслељивала по првој мушкој линији. Ово је имало смисла, јер је битан услов био постојање работника, односно радника на том имању које се наслеђује, који ће обављати послове и испуњавати обавезе које су теретиле ту меропашку баштину коју је држао.
Овде се ствара питање шта ће се десити са баштином уколико иза преминулог меропха не би остало мушко дете? Захваљујући повељама сазнајемо да би таква баштина била предавана господару властелинства који би потом додељивао то имање другом меропху који је био у стању да обави дажбине и работе које су се од њега и захтевале. Али Светостефанска хрисовуља прописује још једну одредбу, а она гласи: „Сирота (удовица) која има мала сина да си држи все село (цело имање) догде јеј син подрасте; ако ли не има сина, да си држи селиште (место са кућом) и врт и најбољу главну ниву си”.‍:стр. 515 Ова одредба би значила да је жена покојног меропха држала цело имање до пунолетства сина, а уколико га није имала, припало би јој селиште, врт, и најбоља њива.
Побочни сродници нису били наследници меропашких баштина, јер су по правилу већ имали своју баштину из које су црпели средства, или су живели у породичној задрузи где се питање наслеђивања баштине није ни постављало. Могуће је да су постојали случајеви где су побочни сродници желели да се населе на имање покојника, или чак уколико би имали мало своје земље помоћу које су се тешко издржавали, могуће да су могли добити ту баштину, али због мањка изворних података о тој теми, не можемо знати да ли су интереси побочних сродника узимани у обзир.‍:стр. 516
Поред меропаха, Светостефанска повеља се бави и наслеђивањем свештеника и мајстора.
Свептеници су могли имати своју властиту баштину наслеђену од родитеља, или предака и звали су се попови баштиници, а уколико не би имали своју баштину, добијали би од господара властелинства на коришћене одређени посед на коме би вршили службу, односно земљишне парцеле неопходне за издржавање своје породице под називом три њиве законите. (Уколико би би узео више парцела од „три њиве законите”, како би могао прехранити породицу, он би за ту додатну земљу имао обавезе као и сваки други зависни земљорадник).‍:стр. 40
Право да наследе имовину преминулог попа губили су они синови који се нису припремили за позив свештеника, односно само синови који „књигу изуче”, односно одлуче се да наставе очевим путем имали су право и да наследе његову имовину.
Мајстори су такође могли бити оставиоци своје баштине, али су и они имали посебна ограничења у овој свери права. Ограничење је гласило да уколико би мајстор имао више синова, само би један могао наследити „отчино место”, што би значило да само један син може наследити целокупно очево имање (занатску радњу, кућу и евентуалну земљу оставиоца), док би остали синови постајали работници и били потпуно исључени из наследства. У повељама није објашњено како се одређивало који син мајстора ће га наследити, али се предпостављало да је то био онај који је највише помагао у очевом послу и најбоље познавао занат.‍:стр. 57

### Тестаментално наслеђивање
Тестаментално наслеђивање је стицање права на наследни део на основу оставиочеве воље која је изражена у тестаменту. Иако не постоје сачувани тестаменти овог типа из средњовековне Србије, претпоставља се да су постојали. У српским правним текстовима није се користила реч тестамент, већ речи завештаније и завет ( као и грчка реч дијатакс).
Одредбе о тестаменту су углавном преузимане из византијског права, а што се тиче средњовековних српских правних текстова, помиње се у Законоправилу. 
Основни постулати у Законоправилу гласили су:
- Није се правила разлика између мушке и женске деце
- Завешталац је могао своје законске наследнике искључити из наслеђа у одређеним случајевима ( на пример уколико би се нужни наследник тешко огрешио о оставиоца)
- Слобода воље завештаоца била је ограничена такозваним нужним наследним делом - који је значио да законита деца морају добити најмање једну трећину наследног дела оставиоца, а ако их има четворо или више, најмање једну половину наследства.[2]‍:стр. 58